# Éric Moulines
Pour les articles homonymes, voir Moulines.
Éric Moulines, né à Bordeaux le 24 janvier 1963, est chercheur français en apprentissage statistique et traitement du signal.  Il reçoit la médaille d'argent du CNRS en 2010, le prix France Télécom remis en collaboration avec l'académie des sciences en 2011. Il est nommé « fellow » de l’European Association for Signal Processing en 2012 et de l’Institut of Mathematical Statistics en 2016. Il est ingénieur général du corps des mines (X81).

## Biographie
Éric Moulines entre à l'École polytechnique en 1981, puis part étudier à Télécom ParisTech.
Il commence sa carrière au Centre national d'études des télécommunications où il travaille sur la synthèse de parole à partir du texte. Il participe au développement de nouvelles méthodes de synthèse par formes d'ondes, appelées PSOLA (« pitch synchronous overlap and add »).
Après avoir soutenu sa thèse en 1990, il rejoint l’École Nationale Supérieure des Télécommunications comme maître de conférences. Il s'intéresse alors à différents problèmes de traitement statistique du signal. Il contribue notamment au développement des méthodes sous-espaces pour l'identification de systèmes linéaires multivariés et la séparation de sources. Il développe aussi de nouveaux algorithmes d'estimation adaptatives de systèmes.
Il reçoit l'habilitation à diriger les recherches en 2006 et devient professeur à Télécom Paris. Il se consacre alors principalement à l'application des méthodes bayésiennes avec des applications en traitement du signal et en statistique.
Éric Moulines a dirigé 21 thèses, a été président de jury pour 9 thèses, a été rapporteur pour 10 thèses, a été membre de jury pour 6 thèses.

## Travaux scientifiques[10]
Il s'intéresse à l'inférence des modèles à variables latentes et notamment aux chaînes de Markov cachées, et les modèles non-linéaires d'état (filtrage non-linéaire),. Il contribue notamment aux méthodes de filtrage par systèmes de particules en interaction,. Il s'est plus généralement intéressé à l'inférence de modèles markoviens partiellement observés, couplant des problèmes d'estimation et de simulation par des méthodes de Monte Carlo par Chaînes de Markov (MCMC). Il a aussi développé de nombreux outils théoriques pour l'analyse de convergence des algorithmes MCMC, obtenant à cette occasion des résultats fondamentaux sur le comportement en temps long de chaînes de Markov,,.
À partir de 2005, il commence à travailler sur des problèmes d'apprentissage statistique et notamment à l'analyse des algorithmes d'optimisation stochastiques,.
Il rejoint le Centre de mathématiques appliquées de l’École polytechnique comme professeur en 2015. Il s'intéresse à l'inférence bayésienne de modèles en grande dimension, avec des applications en quantification d'incertitude en apprentissage statistique.

## Honneurs et distinctions
- Élu membre de l'Académie des sciences en 2017[23]
- Lauréat de la Médaille d'argent du CNRS en 2010[1]
- Officier des Palmes académiques.